# 경목현비
경목현비 김씨(敬穆賢妃 金氏, 생몰년 미상)는 고려 덕종의 제2비이다. 왕가도의 딸로, 어머니의 성씨인 김씨(金氏)를 사용하였다.

## 생애
훗날 중서령에 추서된 왕가도와 개성군부인 김씨의 딸이다. 왕가도는 원래 청주 이씨로, 본명은 이자림이었다. 그러나 반란을 진압하고 거란의 침입으로 소실된 개경의 나성을 축조하는 등의 업적을 쌓아 현종에게 왕씨 성을 하사받고 이름을 가도로 고쳤다. 또 현종의 제9비 원질귀비는 그녀와 자매간이다.
그녀는 1031년(덕종 즉위년) 음력 7월 아버지 왕가도가 납비를 청하여 음력 10월 왕비가 되었으며, 얼마 후에 현비(賢妃)로 책봉되었다. 하지만 1033년(덕종 2년) 왕가도가 내놓은 거란에 대한 강경책이 다른 신하들에 의해 거부되면서 왕가도는 정계에서 은퇴하고, 경목현비 역시 그 지위가 흔들리게 된다.
경목현비는 덕종과 가장 먼저 혼인한 왕비이나, 1034년(덕종 3년) 음력 2월 현종의 딸인 경성왕후가 덕종의 왕후에 책봉되면서 제2비로 밀려나게 되었다. 또 같은 해 음력 5월에는 아버지 왕가도가, 음력 10월에는 남편 덕종이 잇따라 사망하였다.
덕종과의 사이에서 딸 상회공주만을 두었으며, 상회공주는 요절하였다. 시호는 경목(敬穆)이다. 그녀의 생몰년이나 능에 대한 기록은 남아있지 않아 자세히 알 수 없다.

## 가족 관계
- 아버지 : 왕가도(王可道, 또는 이자림, ? ~ 1034)
- 어머니 : 개성군부인 김씨(開城郡夫人 金氏)
  - 언니 : 원질귀비 김씨(元質貴妃 金氏, 생몰년 미상) : 현종의 후비
  - 여동생 : 상당현군(上黨縣君) : 이자연의 장남 이정의 부인
- 시아버지 : 현종(顯宗, 992 ~ 1031)
- 시어머니 : 원성왕후 김씨(元成王后 金氏, ? ~ 1028)
  - 남편 : 덕종(德宗, 1016 ~ 1034)
    - 딸 : 상회공주(殤懷公主, 생몰년 미상)